# Le Citron de la discorde
Le Citron de la discorde (France) ou Le Citronnier (Québec) (Lemon of Troy) est le 24e épisode de la saison 6 de la série télévisée d'animation Les Simpson.

## Synopsis
Marge voit Bart écrire son nom dans du ciment frais. Elle insiste pour lui faire comprendre qu'il est un citoyen de Springfield et que c'est une partie de lui qu'il détériore.
Le lendemain, Bart et son copain Milhouse se rendent au citronnier pour faire des réserves de citron quand ils se confrontent à des enfants de Shelbyville, la ville voisine, qui leur volent des citrons. Abraham Simpson qui est sur les lieux, leur raconte l'histoire de la querelle entre Springfield et Shelbyville. Quelque temps après, les enfants apprennent que le citronnier a disparu. Persuadés que ce sont les enfants de Shelbyville qui ont fait le coup, ils décident de franchir les limites de la ville et d'aller récupérer leur citronnier...